# Ursula Kästner
Ursula Kästner (* 1951 als Ursula von Brück) ist eine deutsche Klassische Archäologin.
Ursula Kästner wuchs in der Nähe von Dresden auf. An der Humboldt-Universität zu Berlin studierte sie Klassische Archäologie bei Ludger Alscher und arbeitete anschließend am „Lexikon der Kunst“ sowie als Privatassistentin bei Elisabeth Charlotte Welskopf an dem Projekt „Soziale Typenbegriffe“. Vom 15. Juni 1977 bis 2016 war Kästner an der Antikensammlung Berlin beschäftigt, seit 1989 als Kustodin für antike Vasen. Forschungsschwerpunkte sind etruskische und unteritalische Vasen, Sammlungs- und Wissenschaftsgeschichte sowie Geschichte der Restaurierung. Viele Führungsblätter, Broschüren oder Artikel in Museumskatalogen zur Antikensammlung sind von ihr verfasst. Im Mai 2008 wurde Kästner zum korrespondierenden Mitglied des Deutschen Archäologischen Instituts gewählt.

## Schriften (Auswahl)
- mit Adolf Borbein: 150 Jahre Archäologische Gesellschaft zu Berlin, de Gruyter, Berlin 1993 (Winckelmannsprogramme der Archäologischen Gesellschaft zu Berlin, Nr. 134) ISBN 3-11-014054-3
- Herausgeberin mit Martin Langner:  Griechen Skythen Amazonen, Freie Universität Berlin/Antikensammlung SMB Berlin 2007
- Herausgeberin mit Martin Bentz: Konservieren oder Restaurieren. Restaurierung griechischer Vasen von der Antike bis heute, C.H. Beck, München 2007 ISBN 3-406-56482-8
- mit Annika Backe-Dahmen und Agnes Schwarzmaier: Von Göttern und Menschen. Bilder auf griechischen Vasen, Wasmuth, Berlin/Tübingen 2010
  - englische Ausgabe: Gods, Heroes and Mortals. Greek Vases, Wasmuth, Berlin/Tübingen 2010